# 渭南市瑞泉中学
瑞泉中学（Rui Quan High School）位于中国陕西省渭南市临渭区老城街132号，学校创立于1938年，1953年被确立为陕西省重点中学，1980年被陕西省人民政府确定为陕西省首批办好的10所重点中学之一。现在是一所陕西省普通高中示范性学校，通常简称为“瑞中”。
截至2016年4月，学校占地面积11333平方米，建筑面积105536平方米，分老城和城关两个校区；拥有教学班103个，在校学生6225人；拥有教职工教469人，其中特级教师4人，“全国优秀教师”4人，“国家级骨干教师”3人。

## 学校历史
- 1938年，瑞泉中学创立，创校时为私立。
- 1939年，学校更名为省立瑞泉中学（初中）。
- 1940年，学校同宣化中学合并，更名为渭南县瑞泉中学。
- 1945年，全校师生迁入新址，即今日校址。
- 1949年，中华人民共和国成立，学校由渭南地区行政公署接管，更名为渭南瑞泉中学。
- 1953年，学校被陕西省教育厅确立为省级重点中学。
- 1957年，学校又被移交给渭南县管理，校名改回为渭南县瑞泉中学。
- 1966年，文化大革命开始，渭南县瑞泉中学改名为渭南县育红中学。
- 1973年，校名再次改回为渭南县瑞泉中学。
- 1980年，被陕西省人民政府确定为陕西省首批办好的10所重点中学之一。
- 1984年，渭南县改称渭南市，学校亦更名为渭南市瑞泉中学至今。
- 2010年，学校被命名为陕西省普通高中示范性学校。
- 2010年，渭南市城关职业中学并入。
- 2010年9月，瑞泉中学被省教育厅、省人民政府命名为陕西省示范高级中学。
- 2018年9月，瑞泉中学新校区正式投入使用。

## 概况
渭南市瑞泉中学占地共89.22亩，建筑面积33370平方米。现有90个教学班，在校学生7000余名，教职工275名，其中专任教师230名，有特级教师3人，全国优秀教师4人，“国家级骨干教师”3人，省级教学能手7人。近年来，学校按照“高起点、高标准”的原则，不断加快硬件设施建设步伐，投资3000多万元，先后完成了主教学楼的扩建工程，8600平方米的教学综合楼工程、3571平方米的西教学楼工程，10682平方米的塑胶操场工程，12700平方米的学生公寓工程等。
同时按照国家I类标准装配了理、化、生实验室；建成了全省先进的多网合一数字校园网络及有卫星接收系统和宽带接入的电子资料备课室和现代化多媒体教室。目前学校环境整洁、优美，教育教学设施齐全、现代，是人才教育的摇篮。

## 历任校长
| 姓名   | 在任时间       |
| ------ | -------------- |
| 石乾峰 | 1938年-1940年  |
| 冯世斌 | 1941年         |
| 詹武华 | 1942年         |
| 李文白 | 1943年-1944年  |
| 李向田 | 1945年-1947年  |
| 武树鹏 | 1948年-1949年  |
| 洛 文  | 1950年         |
| 赵玉玑 | 1951年-1952年  |
| 冯金铭 | 1953年-1967年  |
| 张伯隆 | 1968年-1978年  |
| 冯金铭 | 1979年-1980年  |
| 赵兴有 | 1981年-1984年  |
| 李喻生 | 1985年         |
| 陈兴宽 | 1986年-1992年  |
| 安海泉 | 1993年         |
| 唐 平  | 1994年－2000年 |
| 李晓艾 | 2001年－2003年 |
| 党福奎 | 2004年－2008年 |
| 柴新宏 | 2009年－2011年 |
| 闵渭安 | 2011年-        |

## 文化传统
新的时期，学校能够全面贯彻党的教育方针，全面实施素质教育，突出对学生 创新精神和实践能力的培养，不断深化教育教学改革，确立了“高标准、高素质、高质量”的办学目标及“自强不息，厚德载物”的校训，确立了新的教育思路和教 学思路，树立了“四种观念”，启动了“五大工程”。教育教学质量稳上台阶，高考升学率连年名列全市前茅，因此而享誉三秦大地乃至闻名全国，瑞泉中学先后被评为省级优秀考点、市级文明校园、文明单位，有300余名学生先后在省、市学科竞赛中获奖，学校也先后被评为陕西省生物、化学、英语竞赛优胜学校。
学校发展前景广阔。 面对西部大开发以及国家对西部教育发展的倾斜政策，学校迎来了新的发展机遇，加之瑞泉中学的独特地理位置及其在全市、全省享有的知名度，今后，瑞中发展的前景更为广阔，前途更加远大。而今，学校已经制定出了长远发展规划及奋斗目标——争千强，创示范，将瑞泉中学办成全国一流中学。

## 教学结构
学校环境优美，教育教学设施先进、现代，理、化、生实验、仪器及图书、阅览、电教、体育、卫生设施均达到国家I类标准，学校拥有全省先进的数字化校园网络及宽带接入的 电子资料备课室、多媒体教室，学校有渭南市非物质文化遗址展厅，介绍伟大领袖毛泽东的红色展厅等一系列文化、革命展厅。先后被确立为“陕西省基础教育科研 项目学校”、“陕西省‘研究性学习’课程试点学校”、“全国中小学生身体素质测试办法试点学校”，学校正承担着国家课题“高中德育阶段性目标的构建”及国 家教育部教育科研项目“西部开发与陕西省关中地区推进基础教育现代化战略研究”的实验研究，同时还承担着省级科研课题“构建板块教学思路，整体推进教学改革”的实验研究。
学校师资力量雄厚，现代化教学设施齐全。 瑞泉中学现有教职工308人，其中专任教师256人，专任教师当中，中高级职称90人，大学本科学历91人。几年来，学校先后有3人被评为特级教师，4人 被评为全国优秀教师，3人被授予“国家级骨干教师”称号，有7人被授予省级教学能手称号，40余人（次）被授予市、区级教学能手称号。

## 知名校友
田增伦，（1935——2010）男，回族，共产党员 ,陕西渭南人，瑞泉中学56届毕业生。1989年被国家教委、人事部、教育工会评为全国教育系统劳动模范。1995年退休，2010年12月11日去世。主要著作有： 《函数方程》（上海教育出版社出版·作者：田增伦） 《三十六计与数学解法》（陕西教育出版社出版·作者：田增伦） 《初中数学竞赛试题解说》（陕西教育出版社出版·作者：田增伦） 《中学数学中的定值问题》（陕西教育出版社·作者：田增伦 、安兆甲）
吴天明，中国著名导演艺术家，西安电影制片厂厂长，西安曲江影视投资集团董事长，曾获1988年第8届金鸡奖最佳故事片奖、日本东京第2届东京国际电影节大奖等多项国内外奖项。渭南瑞泉中学初57级学生。
贺俊文，陕西渭南阳郭贺家人。1936年生，渭南瑞泉中学高57级学生，1959 年毕业于陕西师范大学中文系，中央人民广播电台高级记者。曾任中央人民广播电台陕西记者站副站长，兼任陕西省新闻高级职务评审委员会评委，先后被评为中央台、广播电视部、中直机关先进工作者，全国优秀新闻工作者（一级）。1995年享受国务院颁发的政府特殊津贴。1996年退休，定居新西兰。
马琳，陕西省西安人。瑞泉中学高88级毕业生。2006年3月移民澳大利亚墨尔本。2007年7月考入澳大利亚维多利亚大学教育系攻读教育管理硕士学位08年12月毕业并获得教育硕士学位。在攻读硕士学位期间，她曾在墨尔本规模最大、办学质量最好的新金山中文学校担任Wesley College分校的校长。
李可铖，西安交通大学文学学士和工学硕士学位。哈佛中国学生学者联合会副主席，2012年成为全国只有数名陕西唯一的哈佛大学录取的博士新生。2007年，曾作为中国二十名优秀青年代表之一，赴美国参加“第三届中美关系研讨会”，受到美国前总统乔治·赫伯特·沃克·布什、中国前外长李肇星接见。